# 1984 (album Siekiery)
1984 – album polskiego zespołu punk-rockowego i nowo-falowego, Siekiery, wydany 26 stycznia 2008 roku, nakładem wydawnictwa Manufaktura Legenda, przy okazji premiery płyty Na wszystkich frontach świata. Płyta jest dostępna wyłącznie na winylu w limitowanym nakładzie (941 egzemplarzy), zawiera zapis jednej z ostatnich prób w pierwszym składzie przed odejściem Tomasza Budzyńskiego. Kompozytorem i autorem wszystkich utworów jest Tomasz Adamski.

„Jakość jest słaba, szumy duże, ale to nagranie pozbawione jest fałszerstw” – Adamski o zawartości albumu 1984

## Lista utworów
Strona A
1. „Krwawy front” – 2:48
2. „Oddział ślepych (Fala)” – 1:16
3. „Piwko dla wojska” – 2:25
4. „Banda dzika” – 2:26
5. „Idzie wojna” – 3:57
6. „Było tylko czterech nas” – 1:34
7. „Kierunek atak” – 1:42
8. „Rana kłuta” – 1:06
9. „Marysia” – 1:24

Strona B
1. „Żaden marny cel” – 4:21
2. „Ładuj działo” – 2:07
3. „Sierściotłuki” – 1:20
4. „Wojownik” – 2:28
5. „Atak już nadchodzi (Atak)” – 2:30
6. „Zabij ty” – 1:59
7. „Nadchodzi zwykłe świństwo (Nasza wojna)” – 3:02
8. „Siekiera” – 2:29

## Twórcy
- Tomasz Adamski – gitara
- Tomasz Budzyński – wokal
- Dariusz Malinowski – gitara basowa
- Krzysztof Grela – perkusja